# Edvard Bergh (publicist)
Johan Herman Edvard Bergh, född 21 november 1829 i Vasa, död 5 januari 1903 i Helsingfors, var en finlandssvensk jurist, politiker, skriftställare, författare och publicist.
Bergh blev student 1846, filosofie kandidat 1852, juris utriusque kandidat 1859 och justitierådman i Helsingfors 1864. Vid sidan om arbetet som jurist skrev han flera böcker och artiklar. Han var 1862 medgrundare av Helsingfors Dagblad och dess förste huvudredaktör. Han avgick 1865 och efterträddes av Robert Lagerborg.
Vid lantdagarna 1867 och 1877–1878 representerade han Helsingfors och ingick i särskilda utskott. Vid lantdagarna 1882, 1885 och 1888 var han sekreterare i ekonomiutskottet.
Han var far till John Arnold Bergh.